# Ƅ
Ƅ, ƅ – litera alfabetu łacińskiego używana w alfabecie języka zhuang w latach 1957-1986, reprezentowała szósty ton ˧, w 1986 została zastąpiona literą "H"